# Кубок Кыргызстана по футболу 2023
Кубок Кыргызстана по футболу 2023 года — 32-й розыгрыш ежегодного футбольного клубного турнира. Титул защищал клуб «Абдыш-Ата».
Финальный матч прошёл в Бишкеке на стадионе имени Долона Омурзакова. Обладателем Кубка стал «Мурас Юнайтед», обыграв в финале «Абдыш-Ату».

## 1/8 финала
Кубок Кыргызстана стартовал с трёх матчей 1/8 финала, сыгранных в зоне «Север» 11 и 12 мая 2023 года.
| Команда 1 | Результат         | Команда 2  |
| --------- | ----------------- | ---------- |
| Абдыш-Ата | 16:0              | Анадолу    |
| Алга      | 1:4               | Дордой     |
| Талант    | 1:1 (по пен. 2:4) | Кара-Балта |

## 1/4 финала
Раунд был разделён на две зоны — «Север» и «Юг». Матчи «Дордой» — «Абдыш-Ата» и «Кара-Балта» — «Илбирс» были сыграны в зоне «Север», а «ОшМУ-Алдиер» — «Алай» и «Нефтчи» — «Мурас Юнайтед» — в зоне «Юг». Три матча состоялись 21 мая. Игра между «Кара-Балта» и «Илбирс» состоялась 7 июня 2023 года.
| Команда 1   | Результат         | Команда 2     |
| ----------- | ----------------- | ------------- |
| Дордой      | 1:2               | Абдыш-Ата     |
| Кара-Балта  | 2:1               | Илбирс        |
| ОшМУ-Алдиер | 1:1 (по пен. 3:4) | Алай          |
| Нефтчи      | 0:1               | Мурас Юнайтед |

## 1/2 финала
Первые полуфинальные матчи состоялись 8 и 9 июля, а ответные — 15 и 16 июля.
| Команда 1  | Матч № 1 | Матч № 2 | Команда 2     |
| ---------- | -------- | -------- | ------------- |
| Кара-Балта | 1:4      | 0:1      | Мурас Юнайтед |
| Абдыш-Ата  | 0:0      | 1:1      | Алай          |

## Финал
Финальная игра состоялась на главной спортивной арене города Бишкек — стадионе имени Долена Омурзакова.
| Команда 1 | Результат | Команда 2     |
| --------- | --------- | ------------- |
| Абдыш-Ата | 1:2       | Мурас Юнайтед |

- Голы: Теймур Чарыев, 51 — Чингиз Идрисов, 21, Артём Сердюк, 67 (с пенальти).
- «Абдыш-Ата»: Исламкулов, Браузман, Калугин, Искаков, Жуматаев, Ягр, Мусабеков, Чарыев, Жыргалбек уулу Кайрат, Ахматалиев, Мустафин.
- «Мурас Юнайтед»: Матяш, Шумейко, Дуйшобеков, Алерива Олувасен, Дэвид Кенди, Таалайбек уулу, Идрисов, Субанов, Хакимов, Зорин, Карипов.
- Главный арбитр — Медербек Тайчиев.
- Помощники: Элдияр Салыбаев и Рамина Цой. Резервный судья — Урмат Баялиев.
- Инспектор — Юрий Ерошенко, комиссар — Наталья Угрюмова.

## Бомбардиры
| Место | Игрок             | Клуб      | Голы |
| ----- | ----------------- | --------- | ---- |
| 1     | Мирбек Ахматалиев | Абдыш-Ата | 5    |
| 2     | Илья Кожухарь     | Абдыш-Ата | 4    |